# چاه شور مرادمیربلوچ‌زهی
چاه شور مرادمیربلوچزهی روستایی در دهستان جون‌آباد بخش لادیز شهرستان میرجاوه استان سیستان و بلوچستان ایران است.

## جمعیت
بر پایه سرشماری عمومی نفوس و مسکن در سال ۱۳۹۵ جمعیت این مکان ۲۰ نفر (۸خانوار) بوده‌است.